# Markéta Hlinovská
Markéta Hlinovská (* 26. října 1978, Praha) je česká kreslířka, malířka a grafička, jejíž díla jsou zastoupena v galeriích a soukromých sbírkách v ČR (Galerie hlavního města Prahy) i v zahraničí (Francie, Kanada, Polsko).

## Život

### Studia
Po skončení gymnázia a Vyšší odborné školy grafické v Praze, kde studovala pod vedením Milana Erazima obor knižní grafika a ilustrace, absolvovala roku 2008 Akademii výtvarných umění v Praze v ateliéru profesora Jiřího Lindovského. V letech 2006 a 2007 absolvovala stáž na École nationale supérieure d'art de Dijon.

## Dílo
Práce Markéty Hlinovské vychází z principů klasické kresby a grafiky, autorka však hranice obou oborů překračuje. Používá řadu inovativních prvků jako je šablona, objekt, kresba na stočenou roli papíru atp. Předmětný a animální svět zobrazuje prostřednictvím převážně jednobarevných stříkaných šablon a kreseb a chromaticky minimalizovaných akvarelů. Jednotlivé práce vznikají v rámci větších cyklů, z nichž pak autorka inklinující k 3D pojetí vytváří prostorové a site specific instalace (výstava Podzemí v Galerii Vernon v roce 2009). Jednotlivé prvky těchto projektů fungují jako čitelné významové znaky. Navzdory užití suché kresebné a grafické mluvy se práce Hlinovské vyznačují sdělností, záživnou formou a schopností tlumočit niterné lidské pocity a emoce. Zřejmý je také smysl pro situační komiku a anekdotickou zkratku (kupř. triptych rozměrných akvarelů Nikdo neví, co se tady stalo z roku 2014).
Od samých počátků své tvorby umělkyně směřovala k cyklickému dějovému vyprávění a pohybu hlavního aktéra po určité postupně se odvíjející trase. Příkladem může být již školní projekt Kočkolit (oceněný ateliérovou cenou a Cenou rektora AVU v roce 2008), v němž autorka zrekonstruovala trasu pohybu kočky v bytě jako v daném a kontrolovaném prostoru s předem formulovanými pravidly a rolemi, jež nelze překročit. I když se zvíře v jednom bodě pokouší z dráhy vyskočit, zůstává ve své neměnné duchovní kleci uvězněno. Za skutečné fyzické, nikoli jen mentální mříže pak Hlinovská vsadila zvířecí aktéry svého site specific projektu realizovaného v prostoru galerie Benzinka u Slaného v roce 2008 v podobě jakési svérázné ZOO určené k rozptýlení účastníků unavených stereotypním dálničním provozem.
Obdobné téma apriorní determinace autorka rozvinula v rámci své první výstavy v GHMP v roce 2010, kdy v prostoru bývalé trafostanice v Domě U Zlatého prstenu v rámci cyklu pro mladé umělce Start up vytvořila instalaci Přihořívá. Instalace se vztahovala k tématu úkrytů a skrýší prezentovanému prostřednictvím autorčiných průzkumů zvířecí sféry a byla pojata metaforicky jako cesta hravým zvířecím labyrintem s jednotlivými zastaveními (princip postupného, v prostoru rozvíjeného děje Markéta Hlinovská uplatnila také v instalaci Křídla jsou v peřinách realizované v Galerie K.ART.ON v Praze v roce 2014 i ve svých novějších kresbách, kupříkladu vjpřekážkové dráze Hnízdění z roku 2011).
Druhá výstava Markéty Hlinovské v GHMP v Colloredo-Mansfeldském paláci nazvaná Srst ve městě (2018) na instalaci 'Přihořívá' zčásti navazuje (kupříkladu cyklem 'Hnízda a pasti', 2011–2013). Jde však o mnohem rozsáhlejší a tematicky více vrstevnatý prostorový projekt zralé autorky. V centru pozornosti Hlinovské zůstává poměrně realistické znázorňování zvířat. Spolu s lineárním – většinou monochromním – pojetím patří k nejviditelnějším charakteristickým znakům autorčiny tvorby (k oblíbeným motivům jejího ikonografického repertoáru patří kupříkladu kočka, plameňák, klokan, medvěd, opice a králík). V pracích Hlinovské figurují zvířata jako herci, aktéři a hybatelé děje. Lidské postavy na nich nenajdeme, člověk je přítomen implicitně prostřednictvím fragmentů jím stvořeného umělého světa (kupříkladu příbytky ze souboru akvarelů Oh Canada, 2018). Autorka nachází nečekané paralely a vztahy mezi světem živé přírody zastoupeným zvířaty a člověkem stvořeným světem umělým.
Lidské cítění je projektováno do animální existence. Přitom Hlinovská své animální protagonisty symbolicky situuje do divadla, místa, jež se vždy zabývá výhradně člověkem – hercem jako hlavním nositelem divadelního výrazu (z kurátorského textu z katalogu Křídla jsou v peřinách, Olga Malá).

## Ocenění
- 2008 Cena rektora AVU
- 2008 Ateliérová cena AVU
- 2008 Shortlist nejlepších děl, zvláštní ocenění národního kola soutěže Henkel CEE Art Award 2008 (za kresbu)

## Výstavy

### Samostatné výstavy a projekty (výběr)
- 2022 „Zamykám zamykám les můj les můj hrad“ Galerie Dům, Broumov
- 2021 „Kvadratura peří Dotyk kůže“ Galerie Budoart, Praha
- 2021 „Možností je víc, než si myslíš“ Galerie Nola, Náchod
- 2020 „Srdce na tahu“(s Veronikou Holcovou) Oblastní galerie Liberec, Lázně, Liberec
- 2020 scénické kresby k představení Eine Frau flieht vor einer Nachricht (v režii D. D. Pařízka, kostýmy K. Polívková), Deutsches Schauspielhaus in Hamburg, Německo)
- 2019 CO2, Galerie Vyšehrad, Praha
- 2018 Helium II, Galerie Havelka, Praha
- 2018 Srst ve městě, Galerie hl. m. Prahy, Colloredo-Mansfeldský palác, Praha
- 2017 First Meeting, G 17/18, Velvyslanectví České republiky, Ottawa, Kanada (s Jessikou Auer)
- 2016 Mon, Studio Hrdinů, Praha
- 2015 Tattoo design postavy Lorda Leicestera (Marie Stuartovna v režii D. D. Pařízka, kostýmy K. Polívková), Staatsschauspiel, Hannover, Německo
- 2014 Křídla jsou v peřinách, galerie k.art.on
- 2014 Nikdo neví, co se tady stalo, Galerie Altán Klamovka, Praha
- 2012 Z lože do lože, instalace pro Asijskou sbírku Národní galerie v Praze, Palác Kinských
- 2010 Vybavení, Galerie Půda, Jihlava
- 2010 Přihořívá, Galerie hl. m. Prahy, Dům U Zlatého prstenu, Praha
- 2009-2010 Podzemí, Galerie Vernon, Praha; Maison Rhénanie-Pallatinat, Dijon, Francie
- 2008 ZOO+–, prostor „Benzinka“ u Slaného

### Společné výstavy a projekty (výběr)
- 2017 Expozice, Letohrádek Ostrov, Ostrov nad Ohří
- 2014 Hostina III, instalace pro výstavu Drak se probouzí v Asijské sbírce Národní galerie v Praze
- 2014 Nulla dies sine linea, Galerie Emila Filly, Ústí nad Labem
- 2011-2012 Věznice: místo pro umění, Centrum současného umění DOX, Praha; Moravská galerie v Brně
- 2011 Fundamenty & Sedimenty – Vzpoura hraček, Galerie hl. m. Prahy, Městská knihovna, Praha
- 2009 Černobílé zlaté město, Topičův salon, Praha
- 2008 Cargo, konfrontace soudobé české výtvarné scény, České centrum, Sofie, Bulharsko
- 2008 Diplomanti AVU, Národní galerie v Praze, Veletržní palác
- 2008 INTERCITY Berlin – Praha, konfrontace českých a německých autorů, Saarländische Galerie, Palác am Festungsgraben, Unter den Linden, Berlín, Německo
- 2007 INTERCITY Berlin – Praha, konfrontace českých a německých autorů, Galerie Mánes, Praha

## Ilustrace
- Karel C. Grig, Hadí dcera, Kniha Zlín, Zlín 2017, ISBN 9788074733123
- Karel C. Grig, Petrovy mozaiky, Kniha Zlín, Zlín 2013, ISBN 9788074730740
- Karel C. Grig, Třetí kaple, Kniha Zlín, Zlín 2012, ISBN 9788087497494
- Kolektiv autorů, Italská čítanka, Labyrint, edice Gutenberg, Praha 2005, ISBN 9788086349251
- Kolektiv autorů, Německá čítanka, Labyrint, edice Gutenberg, Praha 2005, ISBN 9788086349114
- Vladislav Vančura, Markéta Lazarová, Maťa, Praha 2004, ISBN 9788072871995
- Viktor Dyk, Milá sedmi loupežníků, Maťa, edice Miniatury, Praha 2002, ISBN 9788072870363
- Viktor Dyk, Devátá vlna, Maťa, edice Miniatury, Praha 2002, ISBN 8072870351
- Kolektiv autorů, Africká čítanka, Labyrint, edice Gutenberg, Praha 2003, ISBN 8086349071
- Iva Pekárková, Kulatý svět, Maťa, Praha 2002, ISBN 8072870564

## Galerie

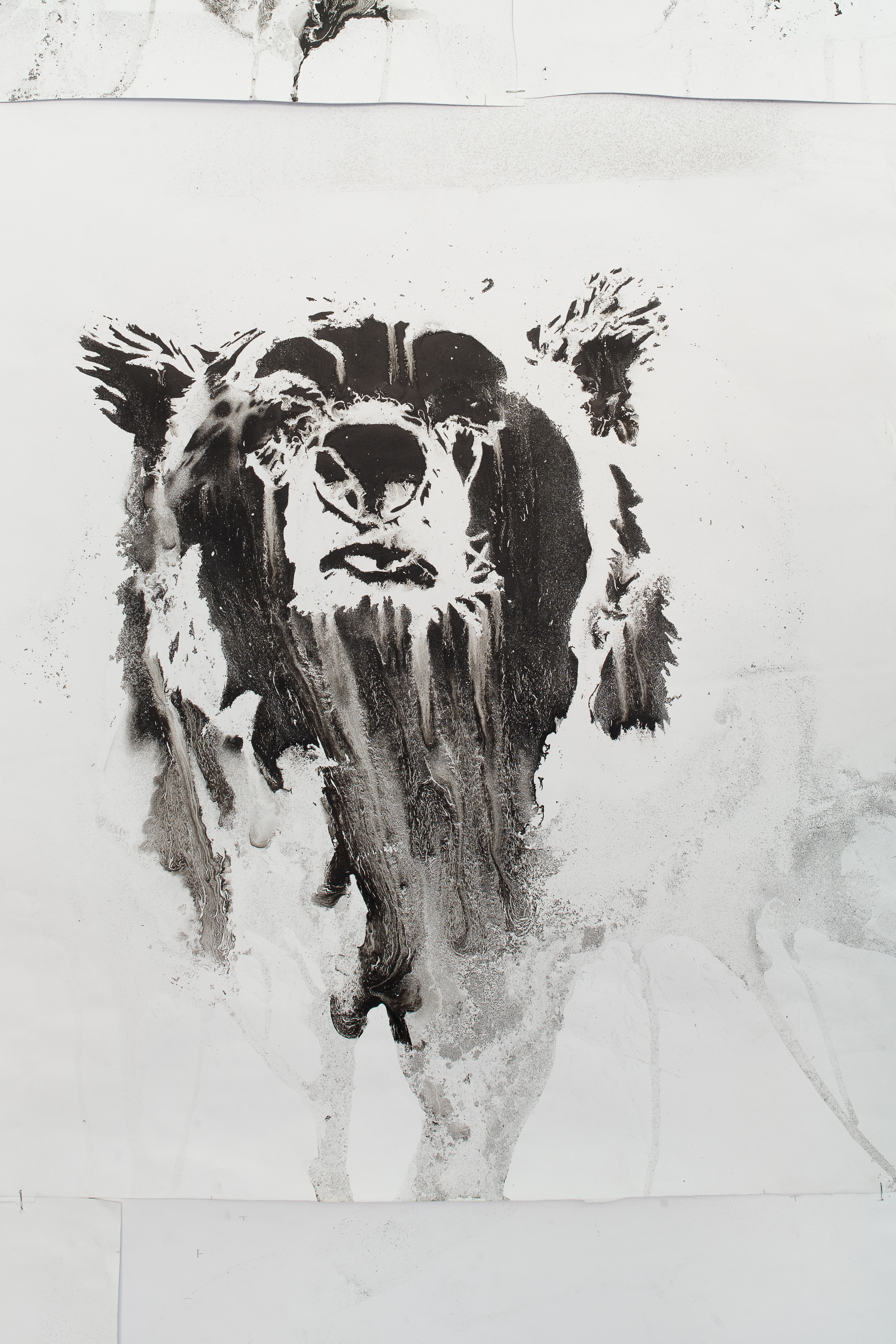
Z cyklu Plyš / sprej na papíře, 74 x 65 cm, 2018.
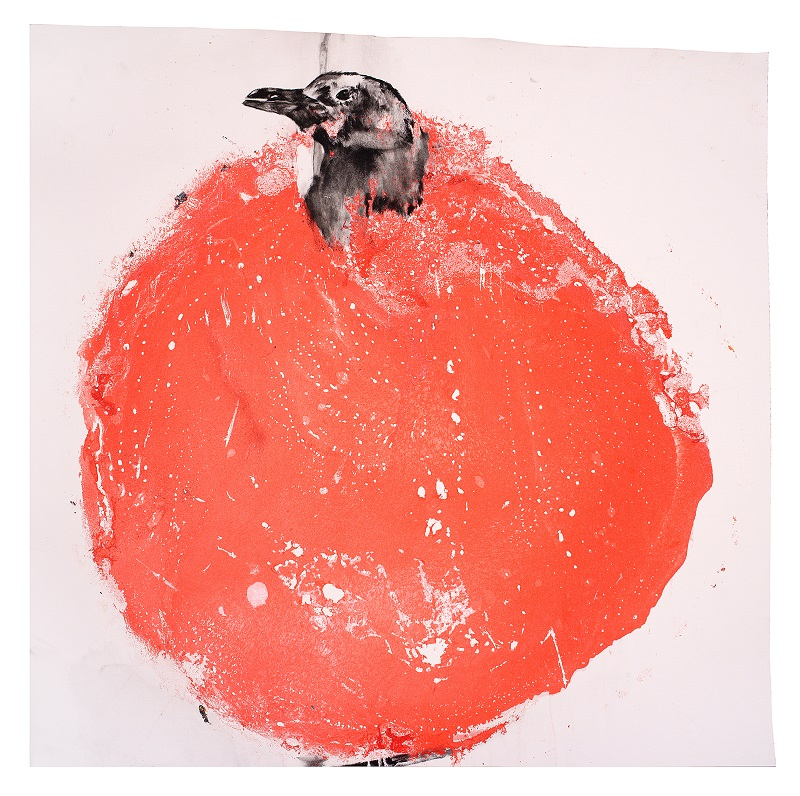
Z cyklu Helium II / sprej a tempera na papíře, 61 x61 cm, 2018, (foto Lukáš Kuta).
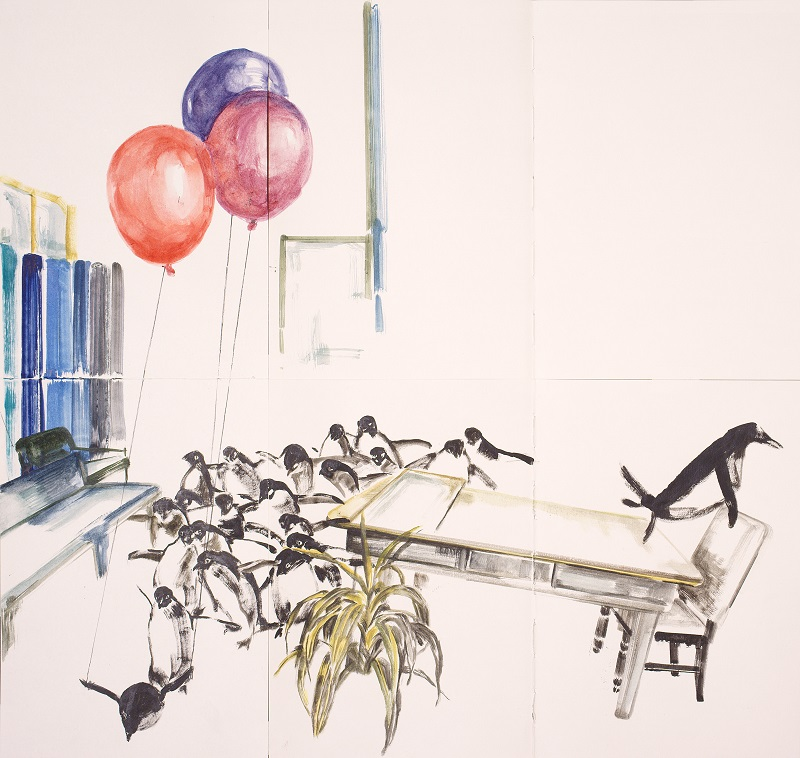
Z cyklu Helium II / akvarel na papíře, 44,5 x 42 cm, 2018 (foto Lukáš Kuta).
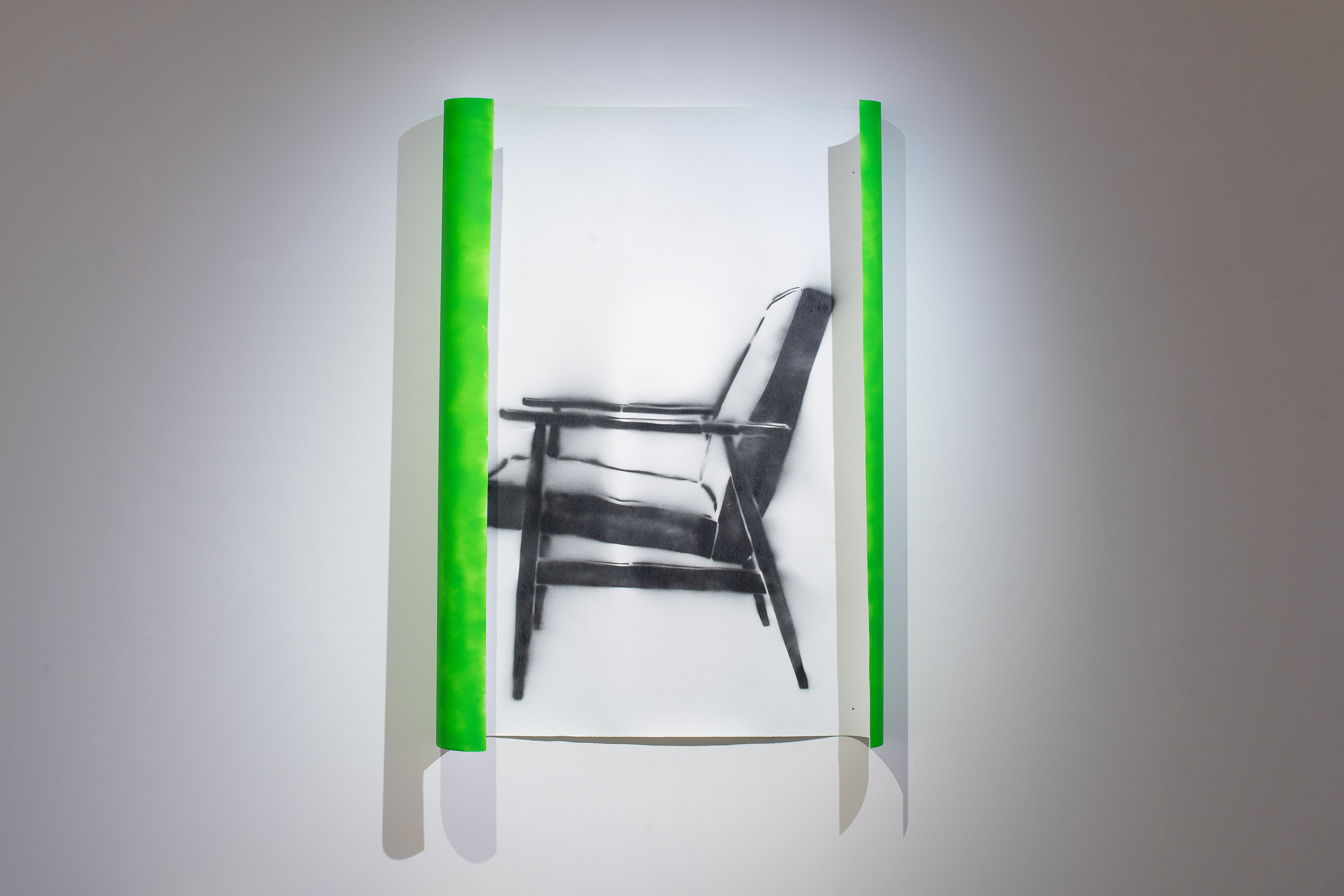
Z cyklu CO2 / sprej na papíře, 140 x 120 cm, 2019 (foto Tomáš souček).
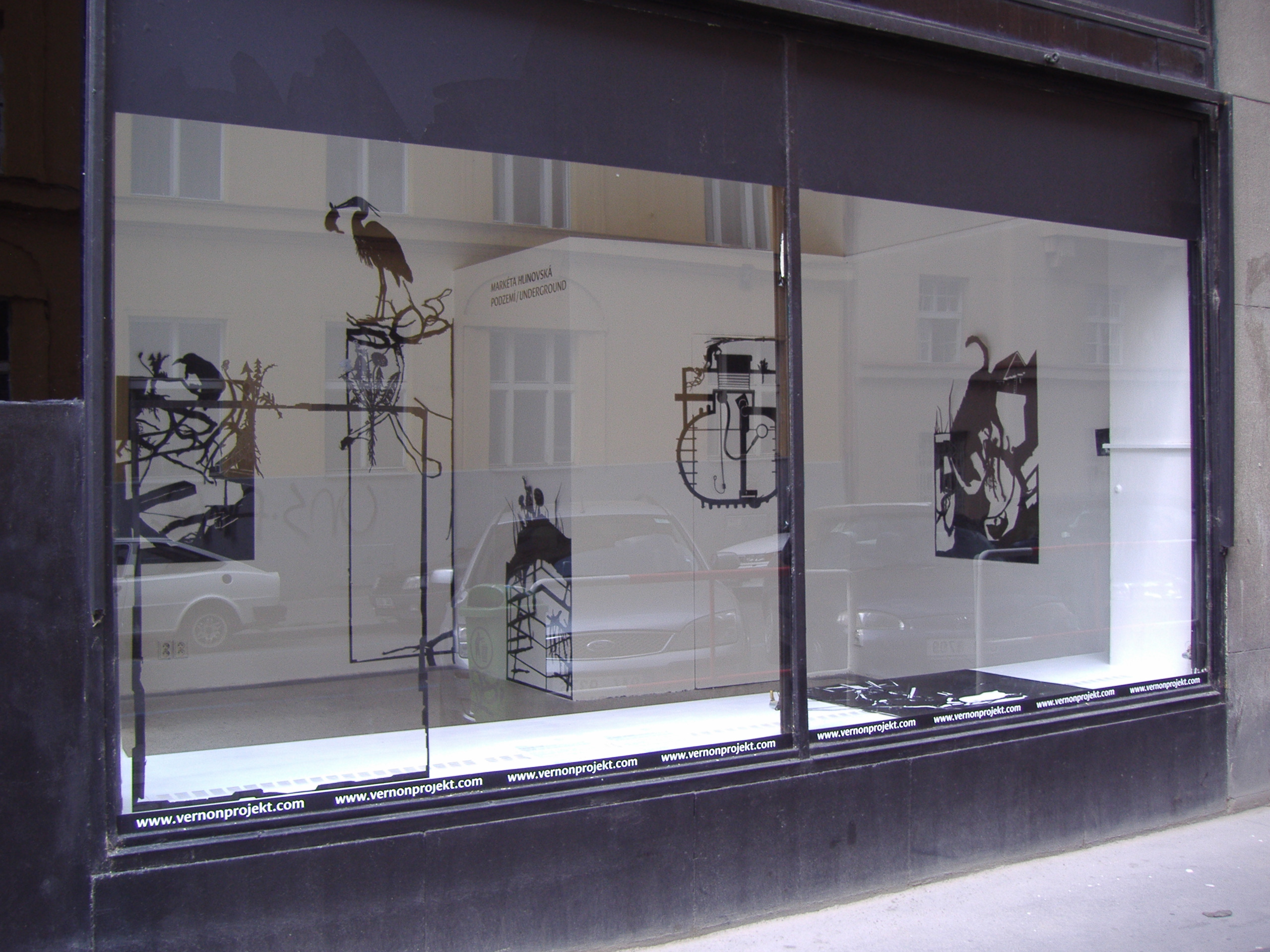
Podzemí / ručně řezaná plastová fólie, pohled do instalace, galerie Vernon, 2009.
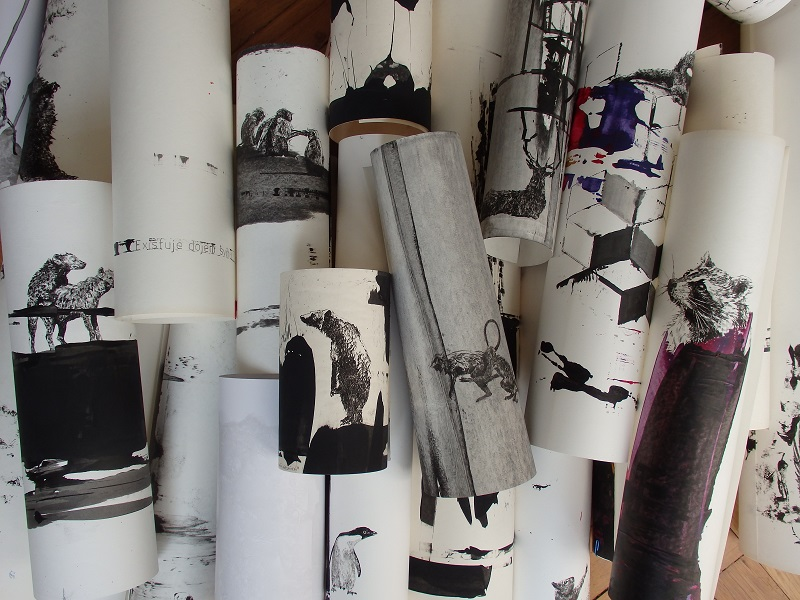
Z cyklu Odnikud nikam / tuš a akryl na papíře, 2017.
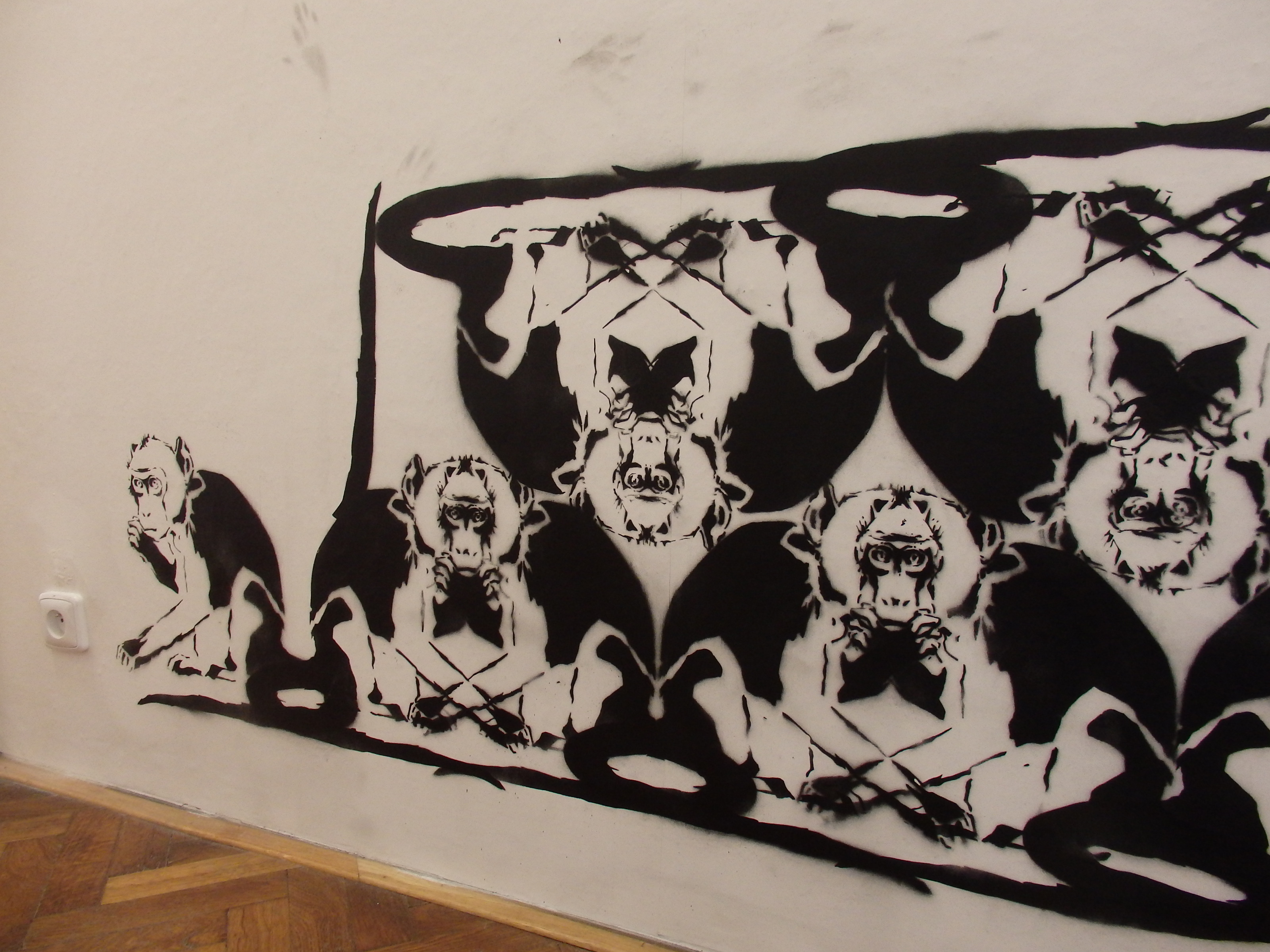
Srst ve městě / sprej na stěně, pohled do instalace, Colloredo - Mansfeldský palác, 2018.
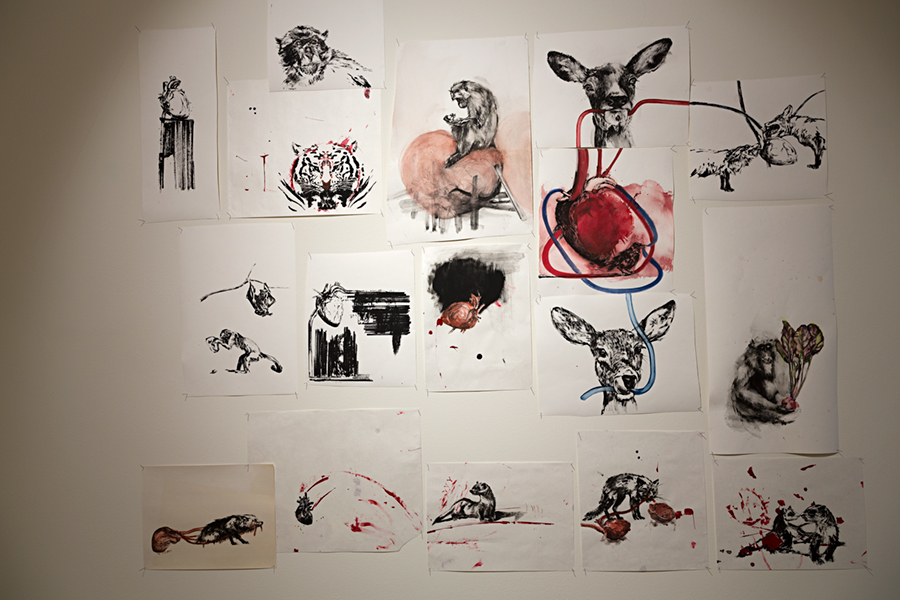
Z cyklu Srdce na tahu / tempera akvarel a email na papíře, 2020